# Frederick Sanger
Frederick Sanger, född 13 augusti 1918 i Rendcomb, Gloucestershire, död 19 november 2013 i Cambridge, Cambridgeshire, var en brittisk biokemist. Sanger klarlade 1955 insulinets molekylstruktur, en upptäckt som var grundläggande för framställningen av syntetiskt insulin och som gav honom Nobelpriset i kemi 1958. Arbeten om sätt att analysera basföljderna i DNA och RNA gav honom också en del i 1980 års pris.
1979 tilldelades han Albert Lasker Basic Medical Research Award.

## Utmärkelser

### Ordnar
- Order of the Companions of Honour[8]
- Kommendör av 2 klass av Brittiska imperieorden,  1963
- Companion of Honour,  1981
- Förtjänstorden,  1986

### Vetenskapliga priser
- Corday-Morgan Prize,  1951[9]
- Nobelpriset i kemi,  1958[1][10][11]
- Royal Medal,  1969[12]
- Copleymedaljen,  1977[13]
- Gairdner Foundation International Award,  1979
- Louisa Gross Horwitz-priset,  1979[14]
- Nobelpriset i kemi,  1980[15][16][11]

### Övrigt
- Fellow of the Royal Society[17]
- Hedersdoktor vid Strasbourgs universitet,  1970[18]
- Croonian Medal and Lecture,  1975
- William Bate Hardy-priset,  1976
- Corresponding Member of the Australian Academy of Science,  1982

Redigera Wikidata